# Gazprom
Gazprom (russisk: Публичное Акционерное Общество «Газпром»), PAO Gazprom (russisk: ПАО «Газпром») (MCX: GAZP

, LSE: OGZD
, FWB: GAZ
) er et monopolistisk russisk olie- og gasselskab. Det er verdens største udvinder af naturgas og Ruslands største virksomhed med en omsætning på 153 mia. US $ (2012) og 393.000 ansatte. Virksomhedens omsætning i Rusland i 2023 udgjorde 62,5 millioner dollars.
50,01 % aktierne i virksomheden er ejet af den russiske stat, mens resten er fri markedskapital på børserne Moscow Exchange, London Stock Exchange og Frankfurter Wertpapierbörse. Virksomhedens hovedkvarter er i Tjerjomusjki bymæssige okrug i Moskva. Virksomhedens navn er en sammentrækning af (Газовая промышленность) Gazovaya Promyshlennost, som betyder "gasindustri".  Gazprom blev etableret i 1989, da Ministeriet for gasindustri i Sovjetunionen transformerede sig til en virksomhed med alle aktiver intakt. Senere blev virksomheden privatiseret, men fortsat med staten Rusland som majoritetsejer af aktierne.
I 2011 var produktionen af naturgas på 513,2 m³,[kilde mangler] hvilket svarer til mere end 17 % af verdensproduktionen. Gazprom producerede endvidere omkring 32,3 mio. tons råolie og omkring 12,1 mio. tons gaskondensat. Gazproms aktiviteter stod for i 2011 for 8 % af Ruslands BNP.
Virksomheden er hovedaktionær i Nord Stream gasledninger i Østersøen og har datterselskaber i mange sektorer som bankvæsen, forsikring, medier, luftfart, entreprenørvirksomhed, landbrug og kemi.
Med salg af US$ 31 milliarder (187 milliarder DKK) i 2004 stod virksomheden for næsten 93 % af den russiske naturgasproduktion, og med reserver på 28,800 km³ kontrolleres 16% af verdens gasreserver (i 2004-tal).  
Den 23. april 2006 var Gazprom mere end $240 milliarder værd på børsen efter at være steget $10 milliarder på en uge i april. Ud fra værdien af aktien var Gazprom verdens femtestørste selskab efter i det seneste år at have overhalet Wal-Mart, Toyota og Citigroup (bank). Gazprom var medejer af flere store gaslagre i Europa. I 2018 var børsværdien dog faldet til $55 mia.
I 2006 indgik Gazprom og danske DONG Energy en kontrakt om handel med gas på flere måder; 1 mia kubikmeter/år fra Rusland til Europa fra 2010-2030, mens DONG skulle levere 600 mio m³/år i 15 år fra Nordsøen til Gazproms engelske afdeling. Disse mængder blev fordoblet i 2009. Efter flere uenigheder om betalingsforhold, afbrød Gazprom gasflowet i juni 2022, hvorefter force majeure afsluttede kontrakten i marts 2023, 7 år før det formelle udløb i 2030.

## Ledelse
Ledelsen i Gazprom har tætte forbindelser til Kreml og den russiske stat, bl.a. er den administrerende direktør for selskabet præsident Vladimir Putins nærmeste rådgiver.

## Ukraine
Ved årsskiftet 2005/2006 fik Ukraine problemer, da Gazprom efter opfordring fra den russiske præsident Vladimir Putin femdoblede prisen på 1000 m³ gas fra $50 til $240. Den svage ukrainske regering satte sig til forhandlingsbordet og fik forhandlet sig ned på $100. Til sammenligning betaler Hviderusland stadig $50 pr. 1000 m³ (Denne pris blev dog også blevet sat op, efter at Gazprom truede med at lukke for gassen.)